# Auguste Damette
Auguste Damette, né le 8 septembre 1903 à Hazebrouck (Nord) et mort le 25 septembre 1994 dans la même ville, est un résistant et homme politique français.

## Biographie
Ferronnier d'art, puis chef d'une entreprise d'installation de sanitaire et de chauffage, Auguste Damette n'a pas d'engagement politique de jeunesse.
Pendant la Seconde Guerre mondiale, il s'engage en revanche dans la Résistance, au sein de l'Organisation Civile et Militaire, et devient responsable de secteur du réseau « Voix du Nord ». De ce fait, il est président du comité local de libération d'Hazebrouck à la Libération.
Son attitude pendant la guerre lui vaut la croix de guerre, la croix du combattant volontaire, la médaille des évadés et la légion d'honneur.
Il entre alors en politique. En 1945, il est élu successivement conseiller général du Nord, dans le canton d'Hazebrouck-Nord, puis maire d'Hazebrouck. Il est réélu à cette fonction pour un dernier mandat en 1947.
Gaulliste de conviction, il rejoint naturellement le Rassemblement du Peuple Français, et mène la liste de ce parti dans la première circonscription du Nord en 1951. Avec 20,9 % des voix, il est facilement élu député.
Son travail parlementaire est essentiellement consacré aux problèmes de son département, et plus particulièrement au financement des infrastructures (écluses Trystram et Watier, reconstruction du port de Dunkerque…)
Après la mise en sommeil du RPF, en 1953, il rejoint les Républicains sociaux, soutient l'investiture de Pierre Mendès-France en 1954, puis de nouveau en 1955.
En 1956, il prend la tête d'une liste d'entente de la droite locale et des républicains sociaux, soutenue par le CNIP. Il n'obtient cependant que 21,4 % des voix, ce qui ne suffit pas à assurer sa réélection.
Il retrouve son siège en 1958, et entame une longue carrière parlementaire, puisqu'il est constamment réélu, toujours sous l'étiquette gaulliste, jusqu'en 1978.

## Mandats locaux
- Conseiller général du Canton d'Hazebrouck-Nord de 1945 à 1973.
- Maire d'Hazebrouck de 1945 à 1953.

## Activités sous laIVeRépublique
Il est élu député sous la IIe législature de la Quatrième République afin de représenter la 1re circonscription du Nord.
- du 17 juin 1951 au 1er décembre 1955

## Activités sous laVeRépublique
Il est élu député sous plusieurs législatures afin de représenter la Treizième circonscription du Nord
- du 9 décembre 1958 au 9 octobre 1962[1]
- du 6 décembre 1962 au 2 avril 1967 (réélu)
- du 3 avril 1967 au 30 mai 1968 (réélu)
- du 11 juillet 1968 au 1er avril 1973 (réélu)
- du 2 avril 1973 au 2 avril 1978 (réélu)